# Constitution de Saint-Christophe-et-Niévès
Pour un article plus général, voir Politique à Saint-Christophe-et-Niévès.
Lire en ligne

Consulter

La Constitution de Saint-Christophe-et-Niévès a été adoptée le 23 juin 1983 et est entrée en vigueur lorsque le pays est devenu indépendant le 19 septembre 1983.
Le Gouvernement créé par la Constitution est une monarchie constitutionnelle supervisée par Charles III, avec un parlement monocaméral.